# Efferia prairiensis
Efferia prairiensis är en tvåvingeart som först beskrevs av Stanley Willard Bromley 1934.  Efferia prairiensis ingår i släktet Efferia och familjen rovflugor. Inga underarter finns listade i Catalogue of Life.